# Terry Schroeder
Terence Alan Schroeder, detto Terry (Santa Barbara, 9 ottobre 1958), è un ex pallanuotista e allenatore di pallanuoto statunitense.
Ha vinto due medaglie di argento alle olimpiadi di Seul 1988 e Los Angeles 1984. È l'unico statunitense ad aver vinto un argento olimpico sia da giocatore (1984 e 1988) che da allenatore (2008).